# 佐久間道夫

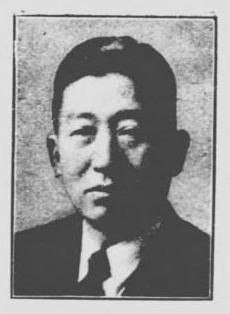
佐久間道夫

佐久間 道夫（さくま みちお、1893年（明治26年）7月17日 - 1970年（昭和45年）12月6日）は、昭和時代の政治家。実業家。衆議院議員。

## 経歴
横浜市に生まれる。1911年（明治44年）神奈川県立横浜第一中学校卒業。
横浜市会議員、同参事会員、横浜地方裁判所調停委員、横浜土地協会理事を歴任した。ほか、実業家として佐久間家代表社員、花咲水産缶詰取締役、瑞興貿易会長を務めた。
1942年（昭和17年）4月の第21回衆議院議員総選挙では神奈川県第1区から翼賛政治体制協議会の推薦を受け出馬し当選。衆議院議員を1期務めた。議員在任中は内閣、大東亜省、外務省の各委員を務めた。
戦後、公職追放となった。その後は横浜市代表監査委員、全国監査委員会副会長となった。